# Rivalidade

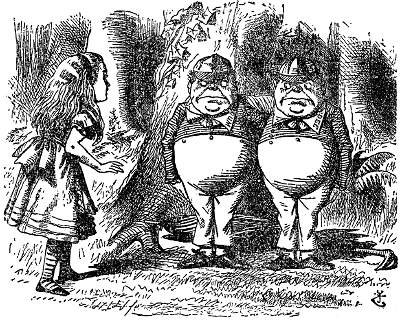
Tweedledee e Tweedledum, rivais fictícios de Através do Espelho, de Lewis Carroll.

A rivalidade é o estado de duas pessoas ou grupos envolvidos em um relacionamento competitivo duradouro. A rivalidade é o espírito "contra o outro" entre dois lados concorrentes. O relacionamento em si também pode ser chamado de "rivalidade", e cada participante ou lado é rival do outro. O principal rival de alguém pode ser chamado de arquirrival. Uma rivalidade pode ser definida como "um processo de categorização perceptual em que os atores identificam quais estados são concorrentes suficientemente ameaçadores". Para que a rivalidade persista, em vez de resultar em domínio perpétuo de um lado, deve ser "uma relação competitiva entre iguais". O cientista político John A. Vasquez afirmou que a igualdade de poder é um componente necessário para a existência de uma verdadeira rivalidade, mas outros contestaram esse elemento.
Rivalidades atravessam muitos campos diferentes dentro da sociedade e "abundam em todos os níveis de interação humana", muitas vezes existentes entre amigos, empresas, equipes esportivas, escolas e universidades. Além disso, "famílias, políticos, partidos políticos, grupos étnicos, seções regionais de países e estados se envolvem em rivalidades duradouras de duração e intensidade variadas". Rivalidades se desenvolvem a partir do produto da competição e ritualismo entre diferentes partes. Em alguns casos, a rivalidade pode se tornar "tão desgastante que os atores se preocupam apenas se suas ações prejudicarão ou beneficiarão seus rivais".